# 한국리눅스센터
한국리눅스센터는 리눅스 배포판을 개발하며 공개소프트웨어 컨설팅을 전문으로 하는 회사이다. 공개 소프트웨어의 대표주자인 리눅스 분야에서 여러 해 동안 쌓아온 기술력과 사업경험을 바탕으로 공개 소프트웨어 전반에 걸친 컨설팅 및 새로운 비지니스 모델 개발에 주력하고 있다.

## 주요 제품군
- e-bazy 2005 Server R2 x86/32bits
- e-bazy 2005 Server R2 x86/64bits
- dicco 2005 Desktop R3
- e-bazy Office Live CD[1]

## 회사 연혁
- 2002. 08 법인 설립
- 2002. 10 Linux Expo Korea 2002 참여
- 2002. 11 Secure OS 공동사업 협약(시큐브레인)
- 2003. 03 아이겟리눅스 데스크톱, 서버 배포판 출시
- 2003. 05 StarSuite 번들 계약(Sun)
- 2004. 09 한국전자통신연구원(ETRI) 한국 표준 OS 공동개발
- 2004. 10 한국소프트웨어진흥원 공개S/W 지원센터 포탈사이트(oss.or.kr) 운용
- 2005. 07 부요리눅스 “이바지 서버” “딛고 데스크톱” 출시
- 2005. 09 한국소프트웨어진흥원 공공기관 기술지원 운용
- 2005. 12 한국리눅스협의회 제7기 회장 선임
- 2006. 04 TTA GS인증획득(이바지 2005(서버), 딛고 2005 데스크톱)
- 2006. 07 조달청 나라장터 쇼핑몰 등록
- 2006. 07 한국공개소프트웨어협회 회장 선임
- 2006. 10 국방부 각군 교육장 딛고2005, 오픈오피스, 이바지 2005 납품
- 2006. 10 초등,중등 컴퓨터 교육 교재 개발 납풉(오픈오피스기반)
- 2006. 10 전국의료원연합회 이바지 2005 납품
- 2006. 11 공군본부 전략시뮬레이션 시스템 딛고 2005 납품
- 2007. 02 전자정부 웹접근성 공청회 패널참석
- 2007. 03 정보통신부 SW정책 워크샵 참석
- 2007. 05 교육정보OSS 포럼 위원 참여(한국교육학술정보원 주관)
- 2007. 05 대학생 LUG 행사 참석 및 후원
- 2007. 07 한국소프트웨어진흥원 2007년 시범사업 딛고2005 납품(1,839식)
- 2007. 07 대전 유성구청 웹메일(짐브라기반), 메일발송(오픈EMM) 계약
- 2007. 08 산자부 기술표준원 OOXML 반대 서명
- 2007. 09 동북아 OSS포럼 제6차 서울행사 전시회 참여
- 2007. 11 연길 중국, 북측, 한국 다중언어 국제학술회의 참석 (리눅스 로케일 협의)
- 2007. 12 공개SW인의 밤 참석 (KIPA 5층 대회의실), 통일IT포럼 송년회 참석
- 2007. 12 방재 GIS 서버 의정부, 수원, 여주, 영암, 장흥 납품
- 2008. 01 공개소프트웨어협회 신년회 참석